# Farní sbor Českobratrské církve evangelické v Olešnici na Moravě
Farní sbor Českobratrské církve evangelické v Olešnici na Moravě je sborem Českobratrské církve evangelické v Olešnici na Moravě. Sbor spadá pod brněnský seniorát.
Farářkou sboru je Ida Tenglerová, kurátorem sboru Adolf Vraspír.